# Romanze senza parole (Verlaine)
(Paul Verlaine, Romances sans paroles)
Romanze senza parole (Romances sans paroles) è una raccolta di poesie di Paul Verlaine composte tra il 1872 e il 1873, durante il suo vagabondaggio insieme con Rimbaud, e si possono considerare come il controcanto, in questa intensa e disperata avventura vissuta tra il Belgio e Londra, di Une saison en enfer.
La raccolta segna l'apice della maturazione artistica di Verlaine. La musicalità del verso, la nuance, l'indefinito, lo spleen, e quant'altro li ritroveremo anche in altre raccolte successive, ma non più con questa riuscita, con questa concisione e organicità. Il titolo è esemplificativo Romanze senza parole, proprio perché le parole sono solo un pretesto, o meglio, la loro musica, alla quale quasi interamente viene affidata ogni sorta di evocazione.

## La critica
Secondo Renato Minore Romances sans paroles rappresenta una fase delicata e poeticamente feconda per Verlaine, il momento in cui la sua esistenza è «calamitata da quella meteorica di Rimbaud». [...] Verlaine non ha più bisogno di riattivare la spenta energia ideologica dei suoi Arlecchini e delle sue Colombine, per fermare - nei loro smorti gesti articolabili attraverso antiche carcasse letterarie - le sue melanconiche revêries, il suo spleen [...]
Per Mario Luzi la convinta naïveté della sua poesia non esclude che in essa sia portata a compimento l'opera magica di evocazione e l'opera di ricostruzione dell'unità dell'anima e il mondo, mediante quell'unico esorcismo musicale che dissolve e ricompone l'interiore e l'esterno; [...] I decadenti videro nell'arte di Verlaine il lato dissolutivo, i simbolisti intuirono l'altro della ricostruzione e lo annetterono senz'altro, come maestro, al loro movimento.

## Romances sans paroles

### Ariettes oubliées
- I. « C’est l’extase langoureuse »
- II. « Je devine, à travers un murmure »
- III. « Il pleure dans mon cœur »
- IV. « Il faut, voyez-vous, nous pardonner les choses »
- V. « Le piano que baise une main frêle »
- VI. « C’est le chien de Jean de Nivelle »
- VII. « Ô triste, triste était mon âme »
- VIII. « Dans l’interminable »
- IX. « L’ombre des arbres dans la rivière embrumée »

### Paysages belges
- Walcourt
- Charleroi
- Bruxelles. Simples fresques
- Bruxelles. Chevaux de bois
- Malines

### Birds in the night
- Birds in the night

### Aquarelles
- Green
- Spleen
- Streets
- Child wife
- A poor young shepherd
- Beams

## Edizioni
- Verlaine, Poesie, cura e traduzione di Renato Minore, Newton Compton, 1989.
- Verlaine, Poesie, introduzione di Giacinto Spagnoletti, Newton Compton, Roma, sesta ed. 1982.